# باول أ. بورتر
باول أ. بورتر (بالإنجليزية: Paul A. Porter)‏ هو دبلوماسي ومحامي أمريكي، ولد في 6 أكتوبر 1904 في جوبلن في الولايات المتحدة، وتوفي في 26 نوفمبر 1975 في واشنطن العاصمة في الولايات المتحدة.

## وصلات خارجية
- باول أ. بورتر على موقع مونزينجر (الألمانية)